# Licor

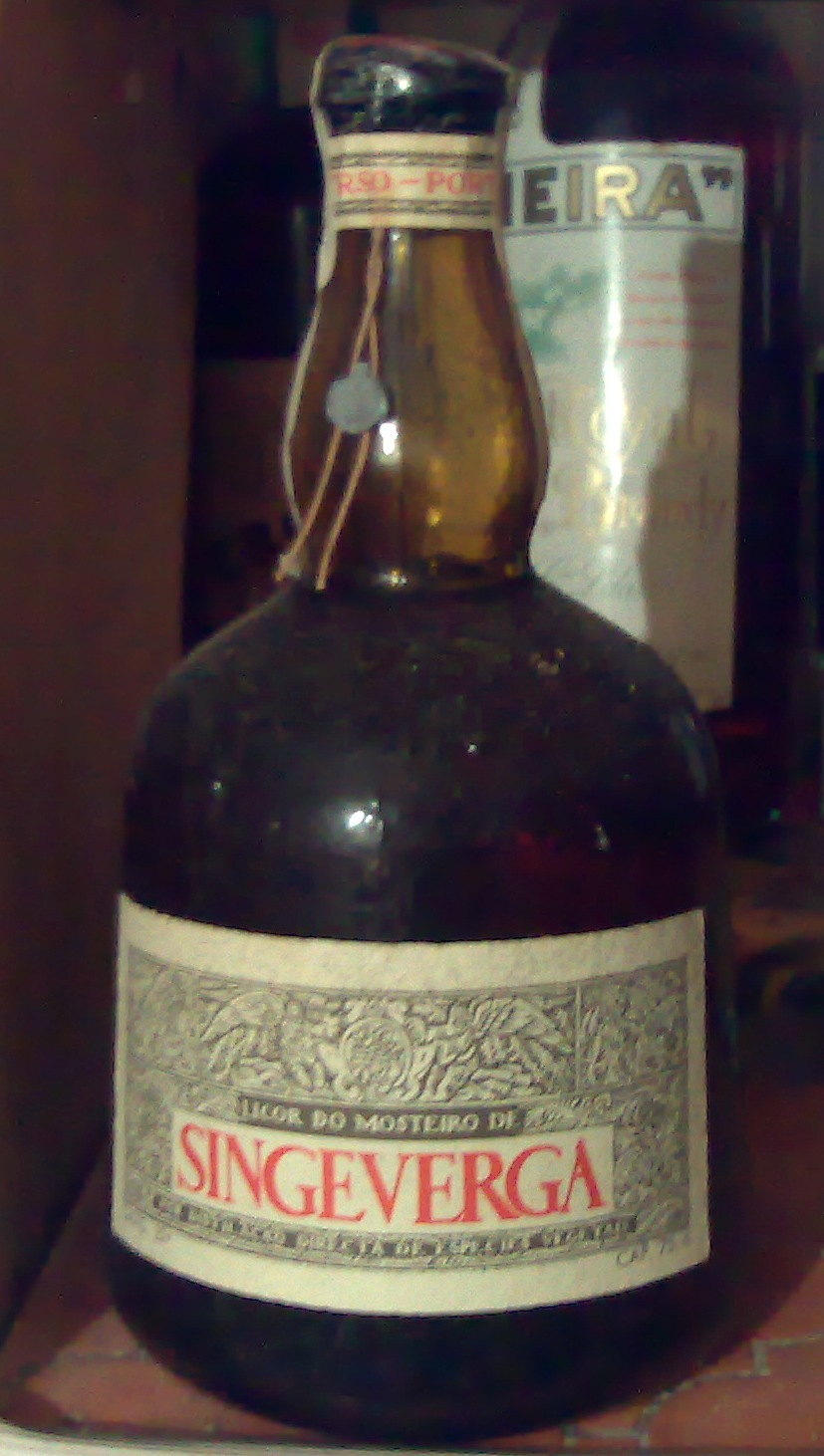
Licor de Singeverga, licor fabricado por monges beneditinos portugueses.

Licor é uma bebida alcoólica doce, composta por álcool misturado com frutas, ervas, temperos, flores, sementes, raízes, cascas de árvores, cremes e uma substância doce que pode ser sacarose, mel ou glicose. O termo vem do latim liquore, "líquido". Os licores não costumam ser envelhecidos por muito tempo, mas podem ficar algum tempo descansando até que atinjam o sabor ideal.

## Descrição
A descrição mais comum do licor é a de uma bebida alcoólica doce, tendo um teor alcoólico de 15 a 55% em volume. Servido em pequenas taças, é ideal após as refeições, sendo também muito comum em bombons.
Sua composição leva açúcar, xarope, álcool, além de frutas, plantas e ervas, que dão o sabor característico de cada bebida. Devido à concentração de álcool e açúcar, não costuma ser necessária a adição de conservantes, sendo o período de armazenamento já naturalmente bastante longo (excepto para os licores à base de natas).
Há, porém, outras definições da bebida. Para os franceses, o licor é simplesmente um digestivo. Entre os ingleses, é um drinque específico, feito à base de um destilado ao qual se adicionou, por infusão, maceração ou redestilação, raízes, cascas de árvores, flores, frutas ou sementes.
Já para os norte-americanos, o termo significa o mesmo que para os ingleses, mas os primeiros ainda criam certa confusão ao chamar licores de cordials, xarope aromatizado com teor alcoólico baixo ou inexistente.

## História
Na Idade Média, o vinho (e, mais tarde, o álcool) era o principal antisséptico; mas as plantas, raízes e ervas eram pesquisadas pelos monges para o tratamento de várias doenças. Os alquimistas levaram tais pesquisas adiante. Registros apontam Arnaldo de Vilanova, sábio catalão nascido em 1240 aproximadamente, como o inventor "das tinturas modernas nas quais as virtudes das ervas são extraídas pelo álcool". Com seu discípulo Raimundo Lúlio, foi o primeiro a escrever um tratado sobre o álcool e divulgar receitas de licores curativos. Ao álcool açucarado, eram misturados limão, rosa e flor de laranjeira. Há indícios da adição de pepitas de ouro às misturas, consideradas panaceias (remédios para todos os males).
Quando a Peste Negra espalhou-se pela Europa, no século XIV, os licores associados a bálsamos vegetais e tônicos tornaram-se medicamentos preciosos.
Além da aguardente de vinho, outros álcoois eram utilizados para fazer licores, tais como o rum. Era comum a fabricação doméstica de licores e a utilização na cozinha e confeitaria. Durante o século XIX, a indústria da destilação cresceu. Surgiram, no mercado, muitas variedades de licores, e os caseiros começaram a desaparecer. Os italianos sofisticaram a produção de licores. A rainha Catarina de Medicis, em visita à Itália, levou algumas receitas para a França. Luís XIV, apreciador da bebida, deliciava-se com um licor de âmbar e grãos de anis, canela e almíscar.

## Elaboração e tipos de licores
Para a sua elaboração, existem diversas fases a considerar: primeiramente, deverão ser colocados, juntos, numa garrafa, o álcool ou aguardente com a fruta, erva aromática ou outro elemento em infusão, durante um período de tempo entre sessenta a noventa dias, num lugar fresco e seco. A garrafa ou recipiente deverá ser agitada diariamente. Em geral, devemos tomar, como referência, um litro de aguardente para uma chávena de chá contendo fruta, muito embora possam existir variações nesta proporção.

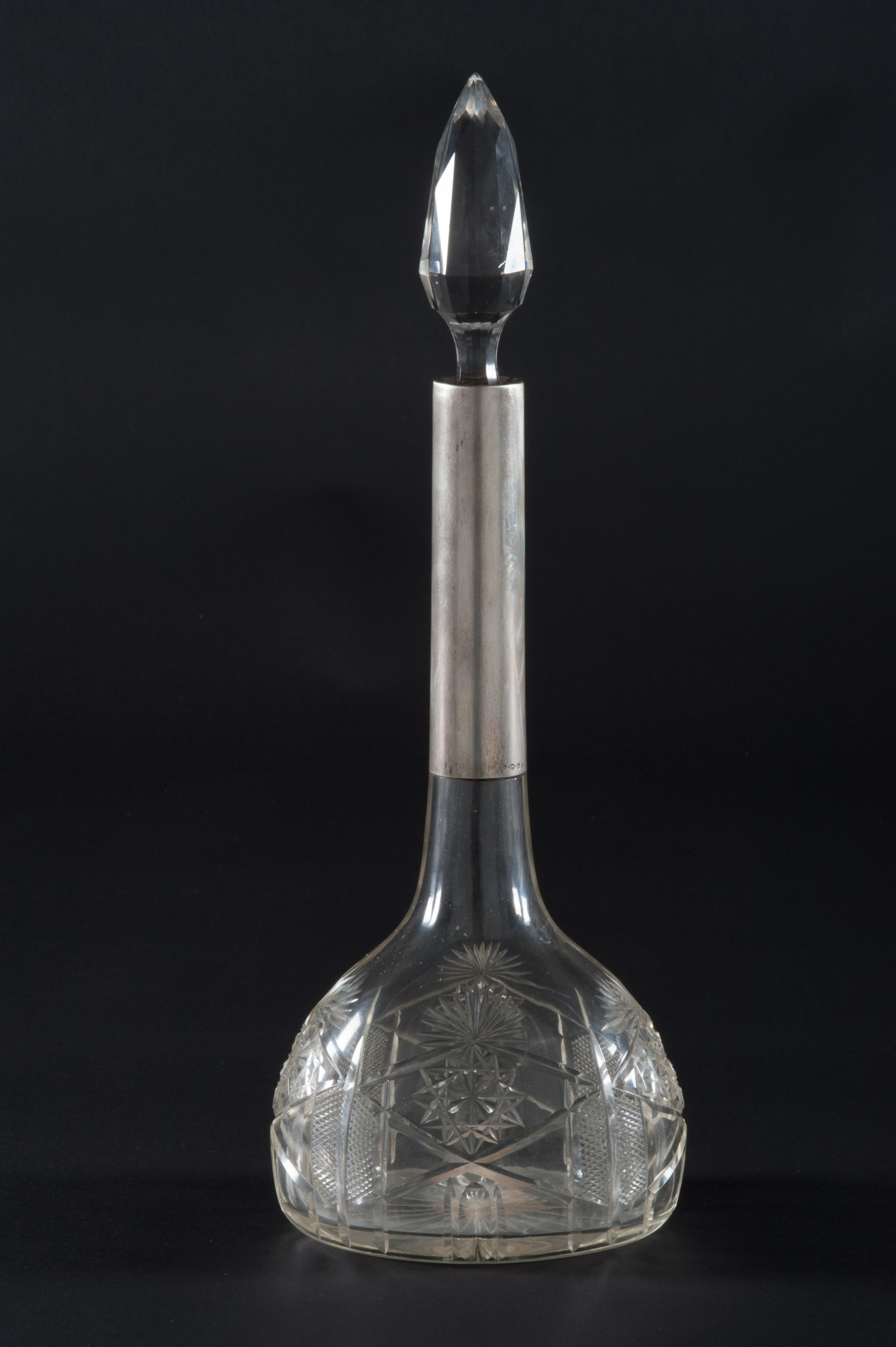
Licoreira lapidada (acervo Museu Paulista da USP)

Os licores podem ser feitos à base de:
- Plantas
- Flores
- Fruta
- Cascas de árvores
- Raízes
- Sementes
- Natas e açúcar

Pode ser usada a destilação por água ou por álcool.

### Destilação por álcool
É um processo normalmente executado num pequeno alambique de cobre. O agente aromático é embebido em álcool por algumas horas e colocado no alambique, onde lhe é adicionado álcool. Desta destilação, apenas uma parte do licor destilado é aproveitada, voltando o resto a ser redestilado em nova "jornada".

### Destilação por água
A destilação por água ou a vapor é utilizada para ervas e flores muito delicadas, e outros ingredientes sensíveis à temperatura. São embebidas em água e só depois se procede à sua destilação suave, em alambique. Este procedimento permite preservar os aromas. A esta água destilada e aromática, junta-se álcool puro (espirituoso). Por este processo, são feitos alguns dos mais famosos licores existentes no mercado.

### Infusão/Maceração
O processo de infusão pode ser feito a frio ou a quente. Quando é feito a frio, as frutas, ervas ou outros ingredientes são esmagados e colocados num recipiente de água fria por um período de tempo que pode ir até um ano. Após este período, o líquido é filtrado e adicionado a álcool neutro.
As fases deste processo de fabrico:
a) Homogeneização
b) Repouso (em recipiente de vidro por algumas semanas)
c) Refrigeração
d) Filtragem (através de carvão ou outros sistemas)
e) Engarrafamento
Na fase de engarrafamento, verte-se o licor para garrafas de vidro branco onde se deverá colar rótulos com a indicação da data da feitura e o nome do licor: licor de maracujá, licor de romã, licor de amoras silvestres, etc.

### Extractos ou Essências
É o método mais usado no fabrico dos licores por ser mais económico e prático. Talvez, por isso, a qualidade destes licores seja inferior a de outros obtidos por processos diferentes.
Nos licores fabricados por este processo, entram os seguintes elementos: água, álcool, açúcar, essências, corante.

### Adição de Natas
Este tipo de licor apareceu mais recentemente. Embora o creme (natas) já fosse usado em diversas composições de bar, só a partir do ano de 1975 a firma irlandesa R.A. Bailey aperfeiçoou a técnica de combinar um espírito com as natas sem que estas azedassem. Como resultado desta experiência, apareceu o famoso Baileys Irish Cream.
Este tipo de licor, considerado tecnicamente como Cream Liqueurs, não deve ser confundido com os créme liqueurs.
Os créme liqueurs não incluem natas na sua composição. Exemplos: creme de banana, creme de menta. Também costumam ter mais baixo teor alcoólico que os outros licores (tendo como exemplo o Baileys e o Emmets, ambos apresentando graduação alcoólica de 17%).

## Licores do Recôncavo da Bahia
O Recôncavo da Bahia tem despontado como uma região com muitos produtores de licor, a exemplo dos Licores Brazeiro, Roque Pinto e Arraiá do Quiabo. Esta atividade tem sido objeto de diversas pesquisas científicas. Os detalhes sobre os licores desta região pode ser visto na página Licores do Recôncavo.